# 로주노프포트라드호슈템

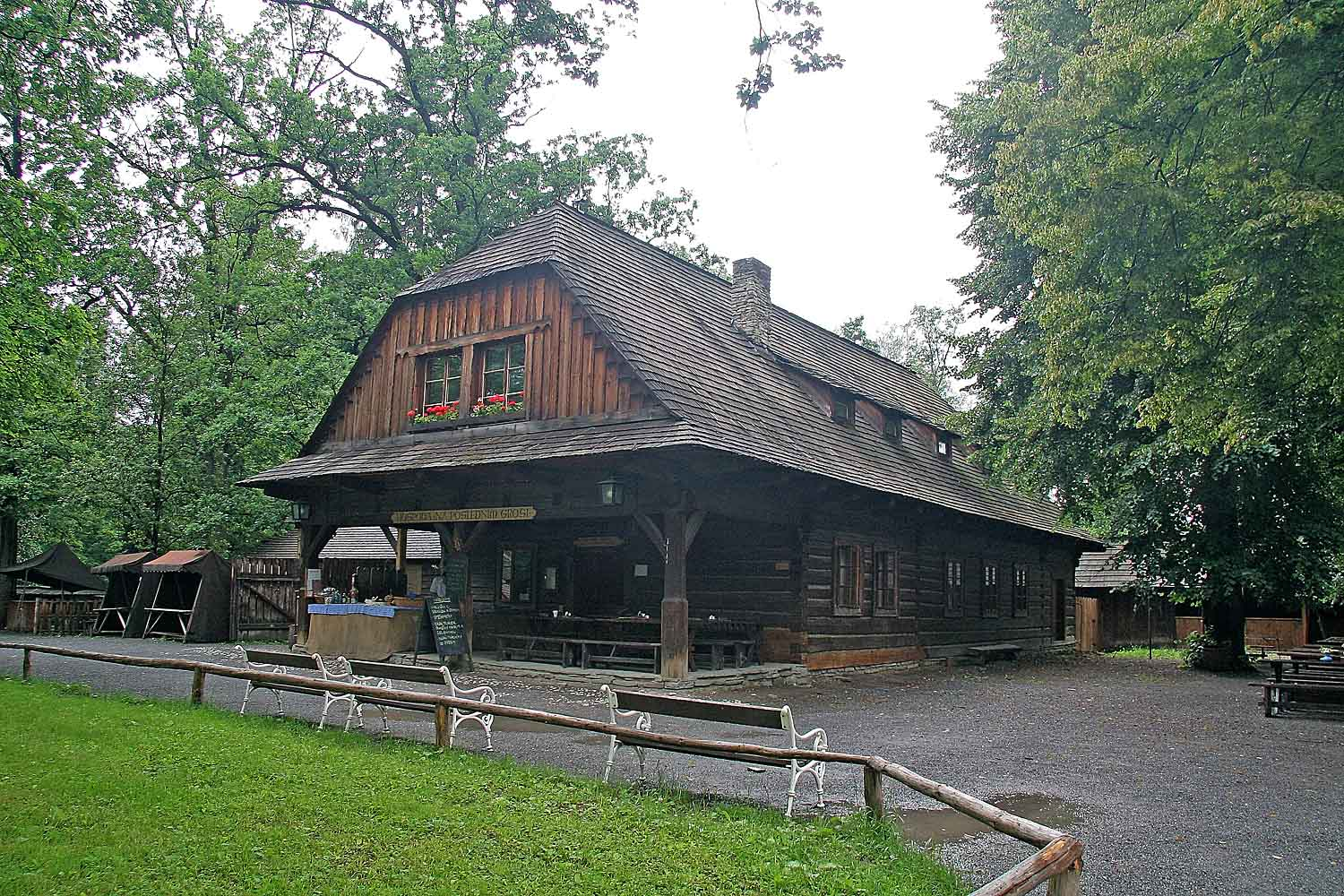
로주노프포트라드호슈템

로주노프포트라드호슈템(체코어: Rožnov pod Radhoštěm)은 체코 즐린 주에 위치한 도시로 면적은 39.47km2, 높이는 378m, 인구는 17,276명(2007년 기준), 인구 밀도는 438명/km2이다.
1925년에 개관한 왈라키아 야외 박물관으로 유명한 곳이다. 이 박물관은 중세 시대에 건립된 목조 교회, 민가가 보존되어 있다.

시기
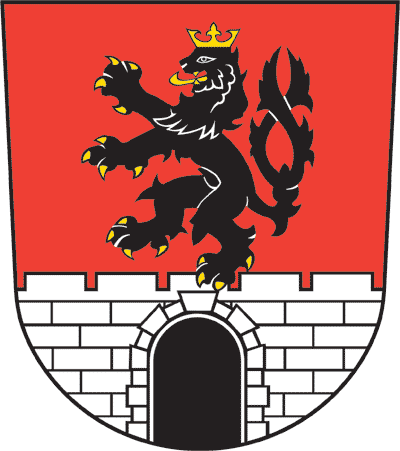
시 문장

## 인구
| 연도           | 인구   | ±%     |
| -------------- | ------ | ------ |
| 1869           | 4,415  | —      |
| 1880           | 4,207  | −4.7%  |
| 1890           | 4,076  | −3.1%  |
| 1900           | 4,140  | +1.6%  |
| 1910           | 4,240  | +2.4%  |
| 1921           | 4,178  | −1.5%  |
| 1930           | 4,772  | +14.2% |
| 1950           | 4,928  | +3.3%  |
| 1961           | 7,671  | +55.7% |
| 1970           | 10,885 | +41.9% |
| 1980           | 15,468 | +42.1% |
| 1991           | 17,727 | +14.6% |
| 2001           | 17,845 | +0.7%  |
| 2011           | 16,728 | −6.3%  |
| 2021           | 16,005 | −4.3%  |
| 출처: Censuses |        |        |